# لويس سباستيان لينورماند
لويس سباستيان لينورماند (بالفرنسية: Louis-Sébastien Lenormand) (25 مايو 1757 - ديسمبر 1837) هو فيزيائي فرنسي ومخترع ورائد في القفز بالمظلات. يعتبر لينورماند أول إنسان يقوم بهبوط بالباراشوت، وهو أول من اخترع مصطلح «باراشوت» المشتق من الكلمة اليونانية Para وتعني ضد والكلمة الفرنسية chute وتعني سقوط، أي أن باراشوت تعني «ضد السقوط».
في عام 1783م, قام بتطوير البراشوت و أجرى اول قفزة براشوتية ناجحة بأستخدام براشوت بسيط بقطعة قماش ممدود بين هيكل معدني.